# Ійзаку (волость)
Ійзаку (ест. Iisaku vald) — волость в Естонії, у складі повіту Іда-Вірумаа. Волосна адміністрація розташована в селищі Ійзаку.

## Розташування
Площа волості — 257,62 км², чисельність населення становить 1182 особи.
Адміністративний центр волості — сільське селище (ест. alevik) Ійзаку. Крім того, на території волості знаходяться ще 17 сіл: Алліку (Alliku), Ваікла (Vaikla), Варесметса (Varesmetsa), Імату (Imatu), Йиуга (Jõuga), Касевілйа (Kasevälja), Кауксі (Kauksi), Колдамяе (Koldamäe), Куру (Kuru), Ліпніку (Lipniku), Липе (Lõpe), Поотсіку (Pootsiku), Сирумяе (Sõrumäe), Сялліку (Sälliku), Тага-Роостойа (Taga-Roostoja), Тамметагусе (Tammetaguse), Тярівере (Tärivere).